# Saint-Aubin (Côte-d'Or)
 Saint-Aubin  es una población y comuna francesa, en la región de Borgoña, departamento de Côte-d'Or, en el distrito de Beaune y cantón de Nolay.

## Demografía
| 318 | 308 | 288 | 281 | 239 | 248 |
| Para los censos de 1962 a 1999 la población legal corresponde a la población sin duplicidades (Fuente: INSEE [Consultar]) |     |     |     |     |     |